# Route 14 (Île-du-Prince-Édouard)
La Route 14 est une route secondaire de l'ouest de l'Île-du-Prince-Édouard. Elle est généralement parallèle à la route 2 alors qu'elle se dirige vers le North Cape. Son terminus sud est à la jonction avec la route 2 à Coleman et son terminus nord est également à la jonction de la route 2 à Tignish.

## Intersections majeures
| Comté                                         | Ville             | km                            | Destinations                                            | Notes                                                                    |
| --------------------------------------------- | ----------------- | ----------------------------- | ------------------------------------------------------- | ------------------------------------------------------------------------ |
| Prince                                        | Coleman           | 0,00                          | Route 2 – Tignish, Summerside                           |                                                                          |
| Prince                                        |                   | 2,00                          | Route 140 (Buchanan Road)                               |                                                                          |
| Prince                                        | 5,70              | Route 170 sud (McAllar Road)  | Terminus nord de la Route 170                           |                                                                          |
| Prince                                        | 6,40              | Route 138 est (Beaton Road)   | Terminus ouest de la Route 138                          |                                                                          |
| Prince                                        | 8,90              | Route 148 nord (Kennedy Road) | Terminus sud de la Route 138                            |                                                                          |
| Prince                                        | Hebron            | 12,20                         | Route 164 nord (Lecky Road)                             | Terminus sud du multiplex avec la Route 164                              |
| Prince                                        | Hebron            | 12,40                         | Route 164 sud (Hebron Road)                             | Terminus nord du multiplex avec la Route 164                             |
| Prince                                        | Glenwood          | 15,50                         | Route 176 nord (Ramsey Road)                            | Terminus sud de la Route 176                                             |
| Prince                                        | West Cape         | 28,40                         | Route 142 est (O'Leary Road) – O'Leary                  | Terminus ouest de la Route 142                                           |
| Prince                                        | West Cape         | 33,80                         | Route 147 est (Navoo Road)                              | Terminus ouest de la Route 147                                           |
| Prince                                        | Burton            | 37,00                         | Route 146 est (Strang Road)                             | Terminus ouest de la Route 146                                           |
| Prince                                        | Burton            | 41,10                         | Route 144 sud (Haliburton Road)                         | Terminus nord de la Route 144                                            |
| Prince                                        | Burton            | 44,20                         | Route 143 sud (Coughlin Road)                           | Terminus nord de la Route 143                                            |
| Prince                                        | Burton            | 44,60                         | Route 145 est (Ohalloran Road)                          | Terminus ouest de la Route 145                                           |
| Prince                                        | Roseville         | 49,20                         | Route 148 sud (Trainor Road)                            | Terminus nord de la Route 138                                            |
| Prince                                        | Saint Lawrence    | 52,80                         | Route 151 est (Centre Line Road)                        | Terminus ouest de la Route 151                                           |
| Prince                                        | Miminegash        | 56,90                         | Route 152 est (Union Road)                              | Terminus ouest de la Route 152                                           |
| Prince                                        | Pleasant View     | 63,00                         | Route 155 sud (Thompson Road)                           | Terminus nord de la Route 155                                            |
| Prince                                        | Nail Pond         | 73,80                         | Route 160 sud (Ascension Road)                          | Terminus nord de la Route 160                                            |
| Prince                                        | Christopher Cross | 77,90                         | Route 182 nord (Norway Road)                            | Terminus sud de la Route 182                                             |
| Prince                                        | Christopher Cross | 79,00                         | Route 161 nord (Broderick Road)                         | Terminus sud de la Route 161                                             |
| Prince                                        | Tignish           | 82,20                         | Route 2 est – Summerside                                | Terminus ouest de la Route 2                                             |
| Prince                                        | Tignish           | 82,20                         | Route 153 sud (Church Street) – Skinners Pond, Alberton | Terminus nord de la Route 153; la Route 14 nord devient la Route 153 sud |
| - Terminus de multiplex - Transition de route |                   |                               |                                                         |                                                                          |